# Vitalina Varela
Vitalina Varela è un film del 2019 diretto da Pedro Costa.

## Trama
Vitalina Varela, una donna capoverdiana di 55 anni, arriva a Lisbona per incontrare il marito, partito da casa 40 anni prima. Appena atterrata nella capitale, viene a sapere che il marito è morto tre giorni prima. Seguiamo Vitalina attraverso la baraccopoli di Fontainhas mentre naviga tra le tracce lasciate dal marito, scoprendo i suoi segreti e la sua vita illecita.

## Curiosità
Il titolo del film appare dopo ben 24 minuti dall'inizio.

## Riconoscimenti
- 2019 - Festival del film Locarno
  - Pardo d'oro
  - Pardo per la miglior interpretazione femminile a Vitalina Varela
- 2020 - Chicago Film Critics Association Awards[1]
  - Candidatura per il miglior film in lingua straniera